# Lipiec 2014

## 31 lipca
- 26 osób zginęło w eksplozjach gazu w tajwańskim mieście Kaohsiung (focustaiwan.tw)

## 27 lipca
- Vincenzo Nibali został zwycięzcą 101. edycji Tour de France (wp.pl)

## 25 lipca
- Zmarł profesor Janusz Beksiak, polski ekonomista (wyborcza.biz)

## 24 lipca
- Europejski Trybunał Praw Człowieka wydał orzeczenia w sprawach Al Nashiri vs. Polska i Husayn Abu Zubaydah vs. Polska korzystne dla obywateli Arabii Saudyjskiej (ECHR)
- W Mali doszło do katastrofy samolotu pasażerskiego McDonnell Douglas MD-83 należącego do linii lotniczych Air Algerie (polskatimes.pl)
- Re’uwen Riwlin został zaprzysiężony na prezydenta Izraela (polskatimes.pl)
- Rząd ukraiński Arsenija Jaceniuka podał się do dymisji (dziennik.pl)

## 23 lipca
- W Magongu doszło do katastrofy lotu GE222, w wyniku której zginęło 47 osób, a 11 zostało rannych (BBC)
- Rząd bułgarski Płamena Oreszarskiego podał się do dymisji (wnp.pl)

## 22 lipca
- Dolinę Wratną na Słowacji nawiedziły powódź i lawina błotna, które zniszczyły infrastrukturę turystyczną (wyborcza.pl)

## 20 lipca
- Zmarł Janusz Załuska, profesor nauk rolniczych, twórca wydziału zootechnicznego w Akademii Techniczno-Rolniczej w Bydgoszczy (gosc.pl)

## 19 lipca
- Co najmniej 10 osób zginęło, a 69 zostało rannych (w tym 40 ciężko) w wyniku katastrofy polskiego autokaru pod Dreznem (wp.pl)
- Tajfun Rammasun uderzył w wybrzeże Chin przynosząc zniszczenia w prowincjach Hajnan i Guangdong (USA Today)

## 18 lipca
- Międzynarodowy Trybunał Arbitrażowy w Hadze wydał orzeczenie, w którym uznał roszczenia większościowych akcjonariuszy Jukosu wobec Rosji i przyznał im ponad 50 miliardów dolarów odszkodowania (wnp.pl)

## 17 lipca
- 298 osób zginęło w katastrofie samolotu Boeing 777 linii Malaysia Airlines na wschodzie Ukrainy. Samolot prawdopodobnie został zestrzelony. (BBC)
- Bojownicy Państwa Islamskiego wypędzili z Mosulu i jego okolic wszystkich mieszkających tam chrześcijan (niedziela.pl)
- W Rosyth zwodowano brytyjski lotniskowiec HMS Queen Elizabeth (Altair)

## 16 lipca
- Zmarł amerykański gitarzysta, Johnny Winter (PR)
- Zmarł Heinz Zemanek, twórca języków programowania Vienna Definition Language i Vienna Definition Method oraz komputera Mailuefterl (PR)
- Zmarł Szymon Szurmiej, aktor i dyrektor Teatru Żydowskiego w Warszawie (wiadomosci24.pl)

## 15 lipca
- 22 osoby zginęły, a 160 zostało rannych na skutek wykolejenia pociągu na linii Arbacko-Pokrowskiej moskiewskiego metra (wiadomosci.wp.pl)
- Jean-Claude Juncker został wybrany przewodniczącym Komisji Europejskiej (onet.pl)
- Umiarkowany sunnita Salim al-Dżaburi został wybrany przewodniczącym Izby Reprezentantów Iraku, kończąc prawie trzymiesięczny impas po wyborach parlamentarnych. (onet.pl, BBC)

## 14 lipca
- Synod Generalny Kościoła Anglii pozwolił na udzielanie sakry biskupiej kobietom (wiara.pl)

## 13 lipca
- W rozgrywanym na Copacabanie finale Mistrzostw Świata w piłce nożnej reprezentacja Niemiec pokonała w doliczonym czasie gry Argentynę 1:0. Nagrodę „złotej rękawicy” dla najlepszego bramkarza otrzymał Manuel Neuer, zaś „złotą piłkę” dla najlepszego piłkarza – Lionel Messi. „Złoty but” dla króla strzelców zdobył James Rodríguez. (Sport.pl, Sport.pl 2)
- w Słowenii odbyły się przedterminowe wybory parlamentarne, które wygrała Partia Mira Cerara (PAP)
- Sonda Voyager 1 weszła w przestrzeń międzygwiezdną (onet.pl)
- Odbyła się wyczerpująca selekcja do brytyjskiej elitarnej jednostki komandosów SAS, w wyniku której zmarło 3 żołnierzy. (tvn24.pl)

## 12 lipca
- W meczu o trzecie miejsce na Mistrzostwach Świata w piłce nożnej gospodarz – reprezentacja Brazylii – uległa reprezentacji Holandii 0:3. (Sport.pl, Newsweek)

## 9 lipca
- Odbył się udany start nowej rosyjskiej rakiety nośnej Angara-1.2PP (Altair)

## 7 lipca
- Operacja Obronny Brzeg: Zbrojne ramię Hamasu, Brygady Izza ad-Din al-Kassam, przyznało się do wystrzelenia ze Strefy Gazy ponad 85 rakiet skierowanych na terytorium południowego Izraela; wiele z nich przechwycił system Żelazna Kopuła. Siły izraelskie prowadziły ostrzał celów w Gazie, m.in. zabijając dziewięciu palestyńskich bojowników. W odpowiedzi na eskalację konfliktu, władze regionalne okolic Gazy ogłosiły pracę w stanie wyjątkowym i poprosiły o pomoc, a Siły Obronne Izraela ogłosiły mobilizację ok. 1500 rezerwistów z dwóch brygad piechoty.(Haaretz, Jerusalem Post, IAR)
- Zmarł argentyński piłkarz i trener piłkarski Alfredo Di Stéfano.

## 6 lipca
- Serb Novak Đoković pokonał w finale Wimbledonu Szwajcara Rogera Federera 6:7(7), 6:4, 7:6(4), 5:7, 6:4. (Wimbledon)

## 5 lipca
- 11 osób zginęło, 1 została ranna w katastrofie samolotu transportującego spadochroniarzy w Topolowie. (TVN24)
- Czeszka Petra Kvitová pokonała w finale Wimbledonu Kanadyjkę Eugenie Bouchard 6:3, 6:0. (Wimbledon)